# Valery Nepomnyashchy
Valery Nepomnyashchy (sinh 7 tháng 8 năm 1943) là một cựu cầu thủ và huấn luyện viên bóng đá người Nga. Ông từng dẫn dắt Đội tuyển bóng đá quốc gia Cameroon từ 1988-1990.